# Torpille MU90 Impact

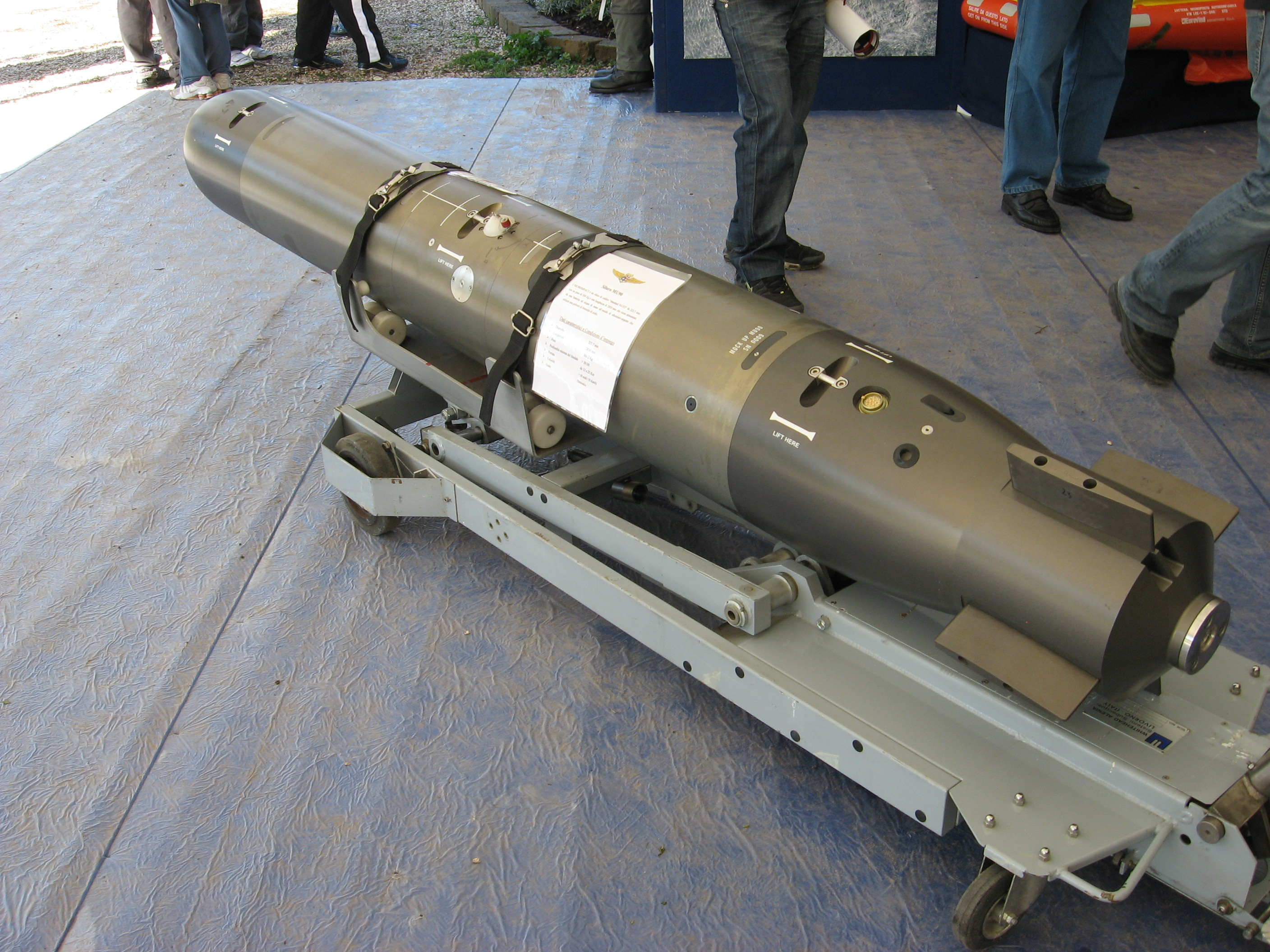
Vue de l'arrière.

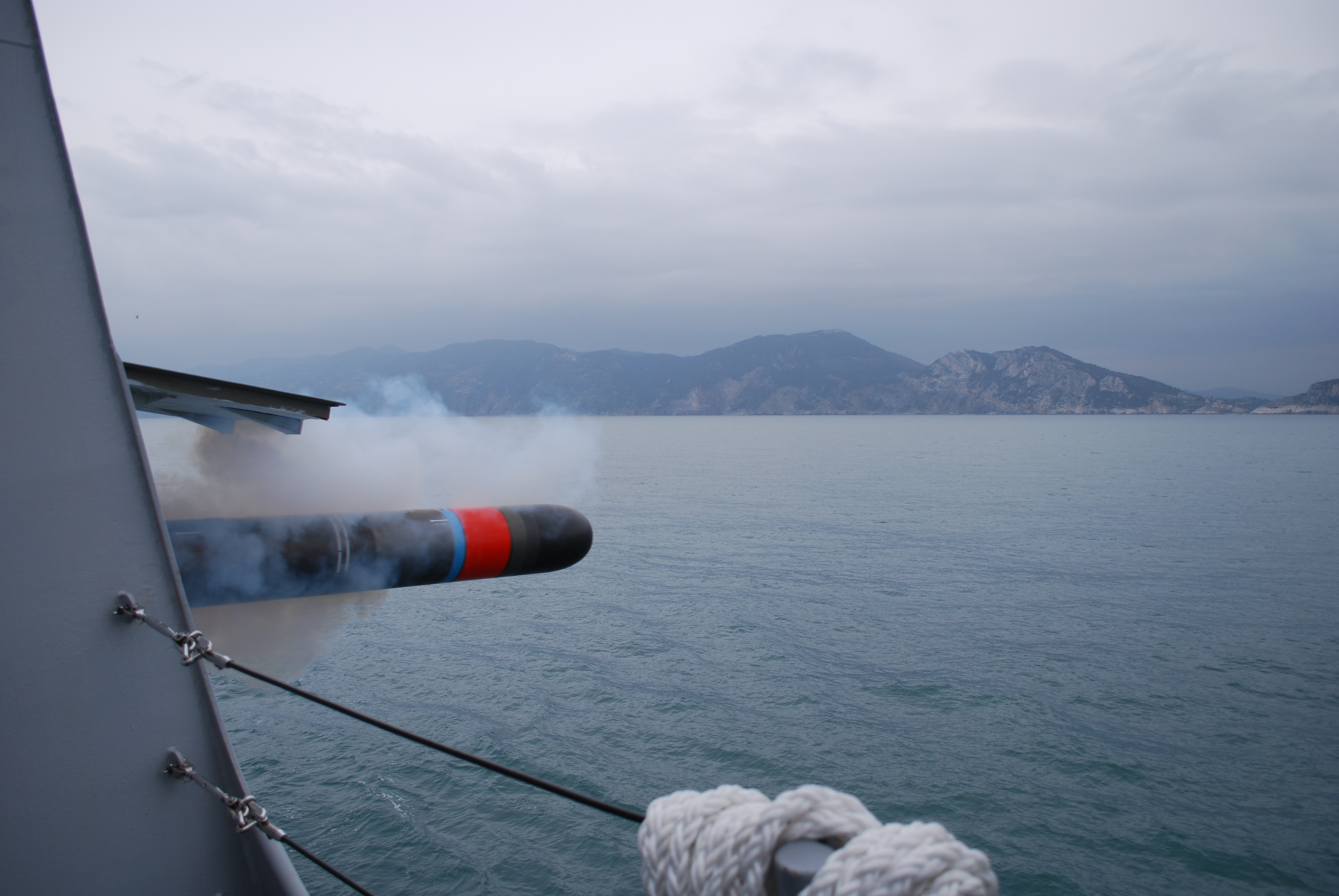
Tir de la MU90.

La MU90 Impact est la plus récente torpille légère de troisième génération développée par le consortium franco-italien EuroTorp et utilisée par des bâtiments de surface et des aéronefs. Cet engin est destiné à concurrencer le modèle  Mark 46 et Mark 54 dans le domaine de la lutte anti-sous-marine.

## Production
La MU90 est développée par le groupement européen d'intérêt économique EuroTorp formé des deux sociétés  françaises Naval Group (26 %) et Thales (24 %) et de l'entreprise italienne Whitehead Alenia Sistemi Subacquei (WASS – groupe Leonardo, 50 %). Elle est assemblée sur le site Naval Group de Gassin et de WASS à Livourne.

## Historique
Cette arme résulte de la fusion, le 16 mai 1991, des programmes français Murène et italien A 290. Construite en collaboration entre DCN Saint-Tropez et la société italienne WASS, le premier essai s'est déroulé avec succès le 25 octobre 1994 au Centre d'Essai de la Méditerranée. La torpille est opérationnelle depuis 1999.

## Fiche technique
La torpille MU90 possède un mode de propulsion électrique avec une seule batterie. Elle peut être employée par petits (moins de 25 m) et grands fonds. Elle est dotée d'une charge creuse destinée à percer la coque épaisse des sous-marins, contrairement à la torpille lourde F21 qui est conçue pour provoquer une puissante explosion, créant une bulle destinée à briser le bateau visé.
Elle peut être larguée par un avion de patrouille maritime jusqu'à une vitesse de 400 nœuds (741 km/h) et une altitude de 900 m avec une vitesse du vent supérieure à 50 nœuds (93 km/h), par un hélicoptère à une altitude de 600 m jusqu’à une vitesse de 180 nœuds (333 km/h), par un navire jusqu'à une vitesse de 35 nœuds (65 km/h). Sa portée à vitesse maximale est de plus de 12 km quelle que soit la profondeur du sous-marin jusqu'à plus de 1 000 m. 
La température minimale au lancement est de −26 °C.

## Utilisation

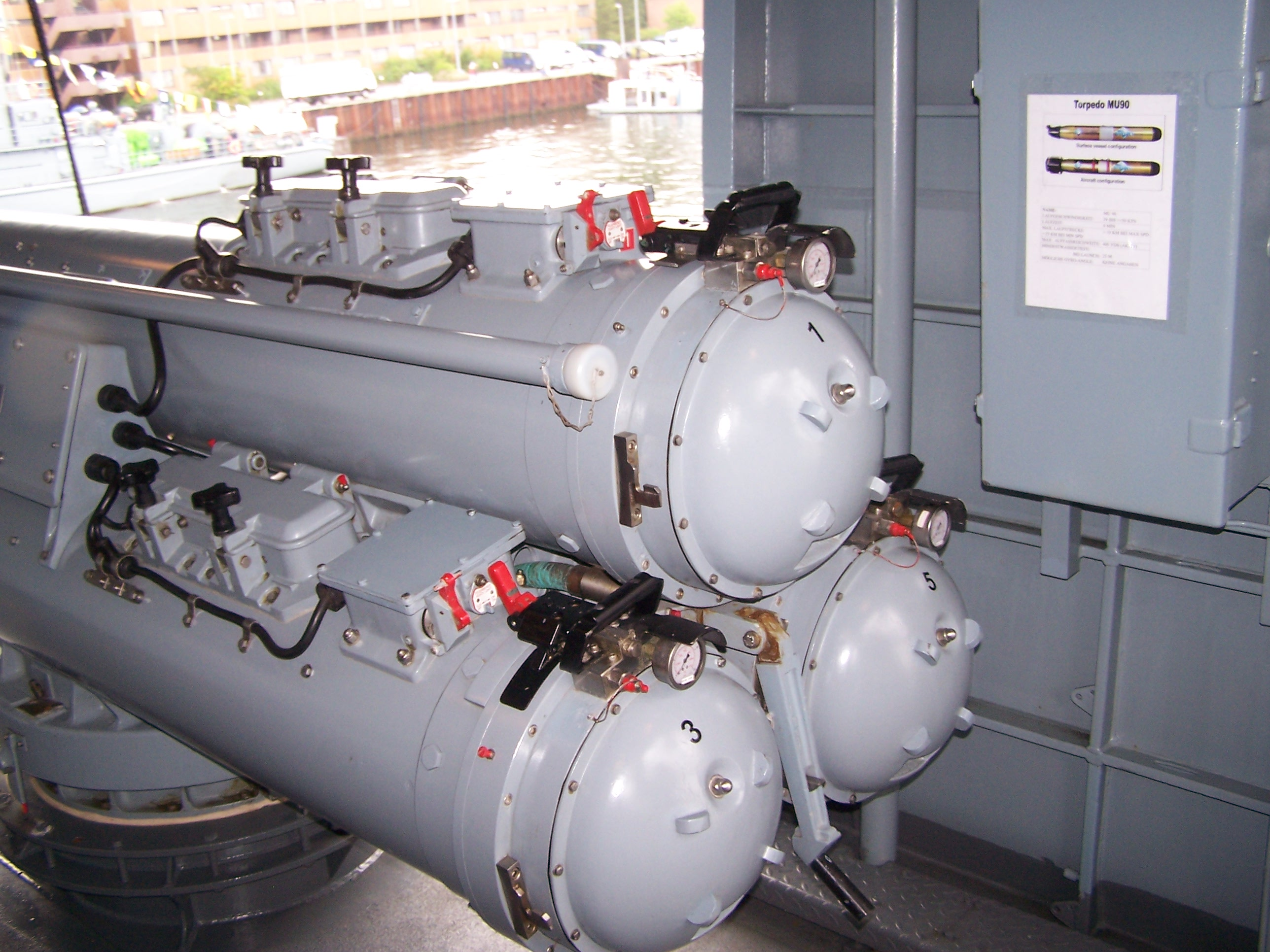
Triple tubes lance-torpilles à bord d'une frégate allemande de la classe Sachsen.

Cet engin est destiné à être lancé par la majorité des navires de combat, avions de patrouille maritime et hélicoptères de l'aéronavale. Un missile porte-torpille/missile anti-sous-marin, le Milas en service en Italie emporte cette torpille. En 2013, un millier de torpilles MU90 ont été vendues en 10 ans aux nations suivantes qui les utilisent sur 70 vecteurs. La direction générale de l’Armement a réceptionné 25 torpilles MU90 en 2013, portant ainsi à 275 le nombre de torpilles légères livrées à la Marine nationale 
. La loi de finance 2014 a finalisé la livraison des 25 dernières torpilles MU90 impact de la commande de 300 exemplaires destinés à la Marine nationale, la dernière livraison a lieu en décembre 2016 :
| Pays      | Entrée en service opérationnel | Quantité commandée                              | Vecteurs                                                                                            |
| --------- | ------------------------------ | ----------------------------------------------- | --------------------------------------------------------------------------------------------------- |
| Allemagne | nc                             | 300                                             | classe Sachsen P-3 Orion Lynx Mk.88A                                                                |
| France    | février 2008                   | 300                                             | classe Georges Leygues classe Horizon classe Aquitaine Breguet Atlantic Lynx WG13 NH90 Atlantique 2 |
| Australie | octobre 2013                   | nc                                              | classe Anzac classe Hobart classe Oliver Hazard Perry                                               |
| Italie    | nc                             | 200 avec les approvisionnements pour 100 autres | classe Luigi Durand de la Penne classe Horizon Classe Bergamini Hélicoptères NH90                   |
| Pologne   | nc                             | nc                                              | classe Oliver Hazard Perry Mil Mi-14 Kaman SH-2 Seasprite                                           |
| Danemark  | nc                             | nc                                              | classe Absalon classe Iver Huitfeldt classe Knud Rasmussen                                          |
|           |                                |                                                 | |

## Torpille comparable
- Torpille Mark 46